# تاماس سومورجاي
تاماس سومورجاي (بالمجرية: Somorjai Tamás)‏ هو لاعب كرة قدم مجري في مركز الوسط، ولد في 12 يناير 1980 في بودابست في المجر. لعب مع نادي ديوسجوري ونادي فاساس ونادي فيرينتسفاروشي ونادي هارتبيرغ.

## وصلات خارجية
- تاماس سومورجاي على موقع قاعدة بيانات كرة القدم.إي يو (الإنجليزية)
- تاماس سومورجاي على موقع عالم كرة القدم.نت (الإنجليزية)